# Ermita de San Martín de Ania
La ermita de San Martín de Ania es un templo situado en el despoblado de Ania, en el municipio español de Arrazua-Ubarrundia.

## Localización
El terreno de Ania es un enclave ubicado entre las jurisdicciones de Vitoria-Gasteiz y Elburgo y pertenece al municipio de Arrazua-Ubarrundia. En su día estuvo incorporado en la antigua Merindad de Arrazúa, bajo la jurisdicción de los Duques del Infantado.
La ermita está sita en el despoblado de Ania, a apenas un kilómetro de distancia de Junguitu. Fue iglesia parroquial mientras Ania tuvo población. Junguitu, Arbulo, Matauco y Lubiano cobraban las primicias del término, y posteriormente los bienes de la ermita se repartieron entre los cuatro concejos. Está protegida bajo la categoría de «conjunto monumental».

## Historia
Aparece descrita en el segundo volumen del Diccionario geográfico-estadístico-histórico de España y sus posesiones de Ultramar de Pascual Madoz, en la entrada que versa sobre el despoblado, de la siguiente manera:

existe en él una ermita (San Martín de Ania) con su cot. red. amojonado, cuyo diezmo pertenecia á un beneficio simple, y la primacia se cobraba por las igl. de Junquitu, Matauco, Arbulo y Lubiano alternando: á cargo de ellas estan el asco y alumbrado de dicha ermita. El duque del Infantado percibe la alcabala de las ventas que se hacen en este terr. Antiguamente, fue parr. del pueblo llamado Ania, perteneciente á la merind. de Harhazua, segun se hace mencion en el catálogo que existe en San Millan.
(Madoz, 1845, p. 230)

También se menciona en el epígrafe referente a Junguitu en el tomo de la Geografía general del País Vasco-Navarro dedicado a Álava y escrito por Vicente Vera y López:

A menos de un kilómetro de Junguitu, se levanta la ermita de Ania, que fué el templo parroquial del desaparecido lugar de este nombres, según consta en el catálogo de San Millán; tuvo su término redondo, amojonado, y los diezmos los cobraban por turno las iglesias de Junguitu, Matauco, Arbulo y Lubiano, y cuando se vendía alguna heredad, cobraba alcabala el duque del Infantado, por tener señorío sobre aquellas tierras.
(Vera y López, 1915-1921, p. 352)

## Descripción

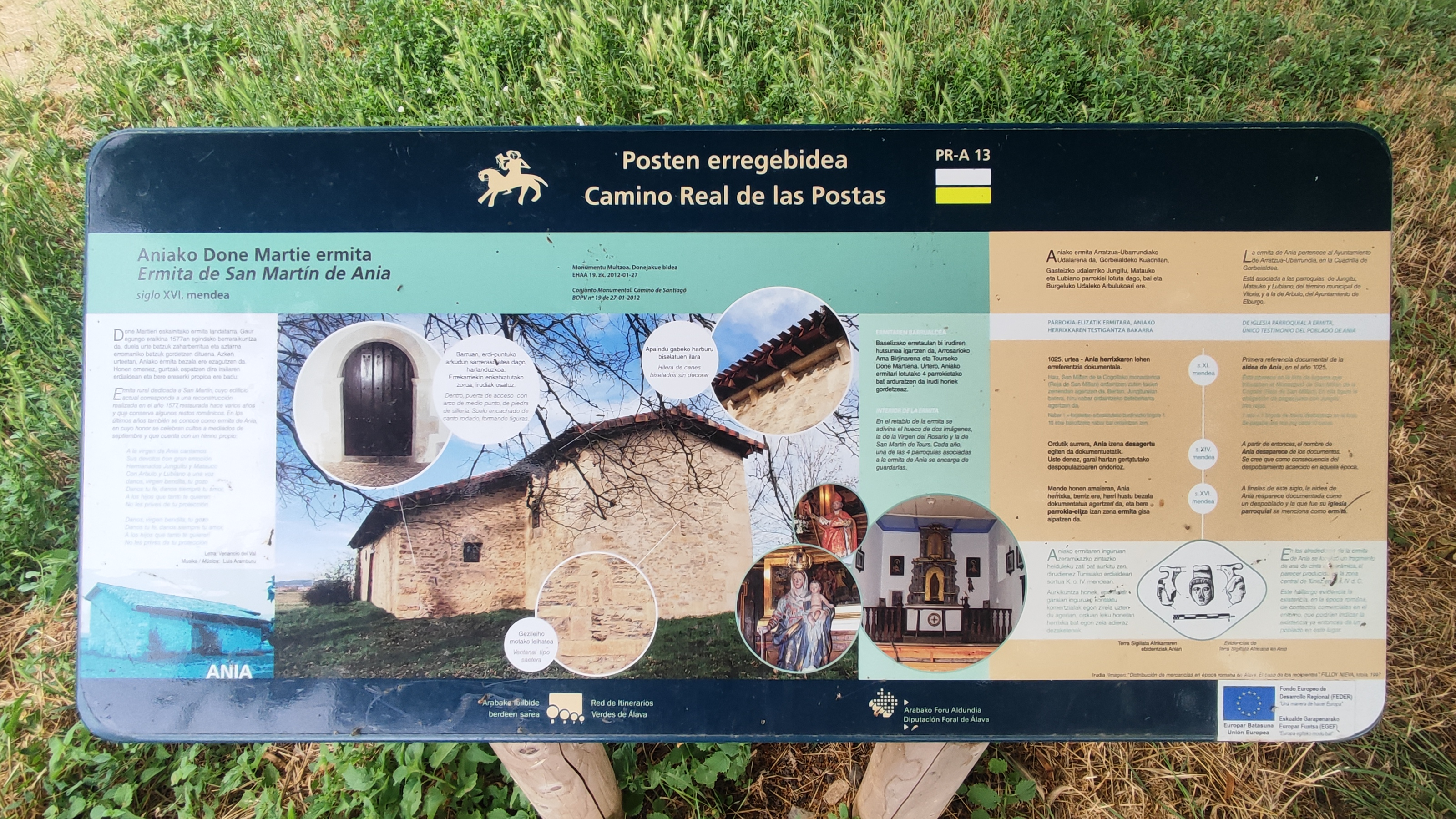
Panel informativo de la ermita

### Exterior
Portada de arco de medio punto y de piedra de sillería. Imposta sin decorar. Fábrica medieval de planta rectangular. En la cabecera, pequeña ventana semejante a una saetera. Canes biselados sin decorar.

### Interior
Retablo dorado y pintado del siglo XVIII. Cuerpo con nicho y remate. Imagen de la Virgen del Rosario, barroca, de fines del siglo XVIII. Talla de S. Martín, del siglo XVIII, sin especial interés.